# Four Minute Mile
Four Minute Mile è il primo album in studio del gruppo musicale statunitense The Get Up Kids, pubblicato nel 1997.

## Tracce
1. Coming Clean – 2:07
2. Don't Hate Me – 2:54
3. Fall Semester – 3:21
4. Stay Gold, Ponyboy – 2:55
5. Lowercase West Thomas – 1:59
6. Washington Square Park – 3:08
7. Last Place You Look – 2:31
8. Better Half – 3:25
9. No Love – 3:05
10. Shorty – 3:22
11. Michele With One "L" – 6:02

## Formazione
- Matt Pryor - voce, chitarra
- Jim Suptic - chitarra, voce
- Rob Pope - basso
- Ryan Pope - batteria